# Kullervo

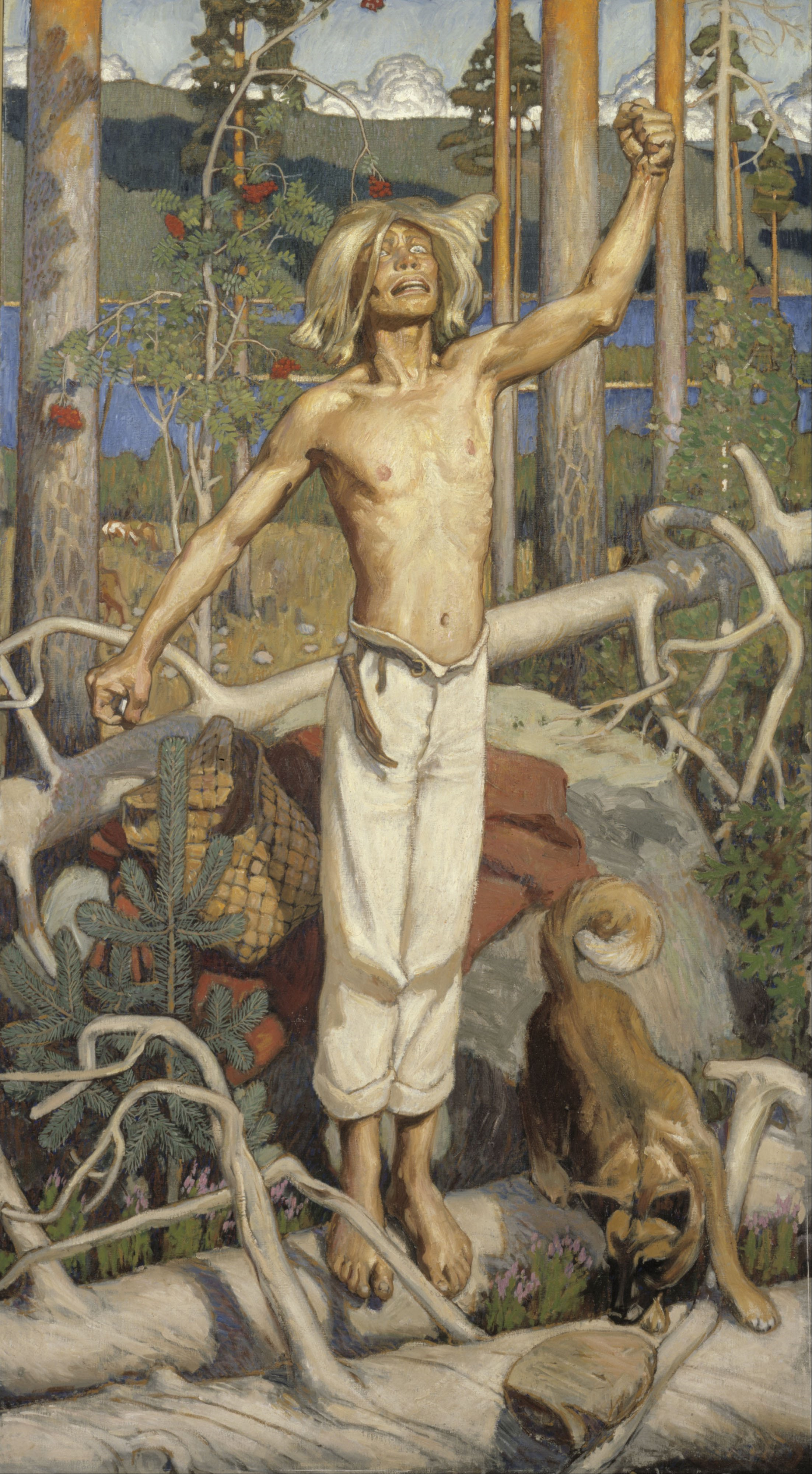
Akseli Gallen-Kallela, Kullervos Fluch

Kullervo ist eine tragische Figur aus dem finnischen Nationalepos Kalevala.

## Die Kullervo-Legende
Die Kullervo-Legende ist in den Liedern 31–36 der Kalevala niedergeschrieben.
Die Brüder Untamo und Kalervo geraten in einen Streit um Fischgründe und Ackerland. Untamo und seine Männer besiegen Kalervo im Kampf und töten sein ganzes Geschlecht bis auf eine schwangere Frau, die kurz darauf Kalervos Sohn Kullervo gebiert. Es wird versucht, den Jungen zu töten. Nachdem drei Mordversuche misslungen sind, entschließt sich Untamo, Kullervo als Sklaven in seinem Haus arbeiten zu lassen. Kullervo erweist sich aber als untauglich und wird an Ilmarinen verkauft, bei dem er das Vieh hüten soll. Ilmarinens Frau backt aus Bosheit einen Stein in Kullervos Brot. Beim Schneiden bricht die Klinge seines Messers, woraufhin Kullervo Rache schwört und das Vieh in einen Sumpf treibt. Dafür treibt er Raubtiere nach Hause, die Ilmarinens Frau töten. Kullervo flieht und erfährt, dass seine Eltern und seine Schwester noch leben. Er findet das Haus seiner Eltern und hört, dass seine Schwester verschwunden sei.
Kullervo wurde von seinem Vater geschickt, um Steuern zu bezahlen. Auf dem Rückweg begegnet er, ohne sie zu erkennen, seiner Schwester und verführt sie. Als die Schwester die Wahrheit erfährt, ertränkt sie sich in einer Stromschnelle. Kullervo kehrt verzweifelt nach Hause zurück und will ebenfalls Selbstmord begehen, doch seine Mutter hält ihn davon ab. Daraufhin entschließt er sich, Rache zu nehmen, und tötet Untamo und dessen Familie. Nach seiner Heimkehr findet er seine Eltern tot vor. Er sucht im Wald die Stelle auf, an der er seine Schwester verführt hatte, und stürzt sich in sein Schwert.

## Parallelen in anderen Literaturen
Die Gestalt Kullervo weist Parallelen zum Helden des estnischen Epos Kalevipoeg auf, ferner zur Hamlet-Legende und zum Herkules-Mythos.
Auch zur Gestalt von Oedipus weist Kullervo Parallelen auf.

## Nachwirkung

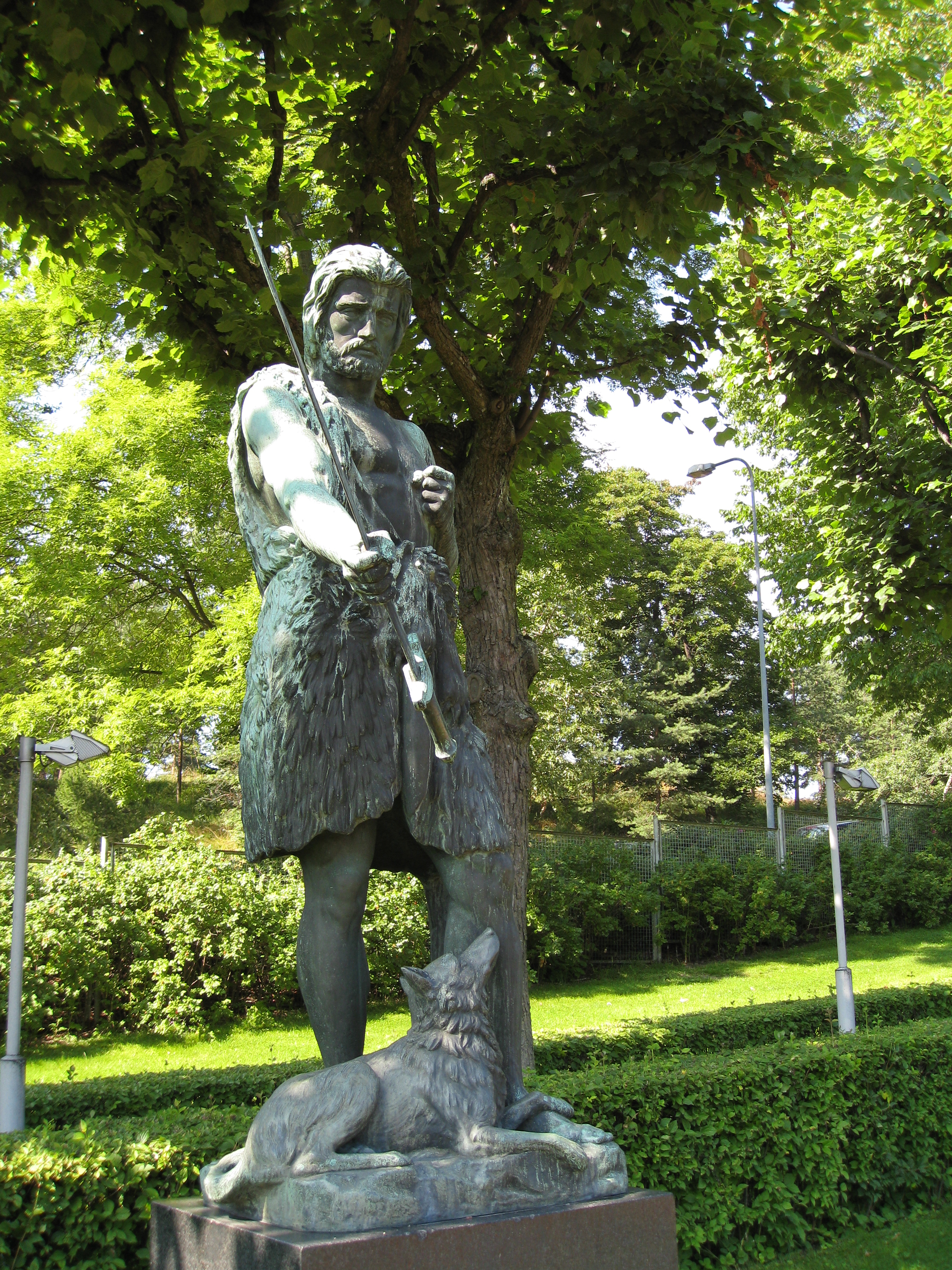
Kullervo spricht zu seinem Schwert, Skulptur (1868) von Carl Eneas Sjöstrand im Stadtteil Taka-Töölö in Helsinki

- Der finnische Komponist Jean Sibelius verarbeitete die Kullervo-Legende 1892 in der sinfonischen Dichtung Kullervo.
- Leevi Madetoja schuf 1913 die sinfonische Dichtung Kullervo op. 15.
- 1915 verfasste J. R. R. Tolkien die Erzählung The Story of Kullervo, die 2015 als durch Verlyn Flieger kommentierte Ausgabe bei HarperCollins erschienen ist.
- Der finnische Komponist Armas Launis komponierte 1917 die Oper Kullervo.
- Der Komponist Aulis Sallinen schuf von 1986 bis 1988 die Oper Kullervo, die 1992 in Los Angeles uraufgeführt wurde.
- Veljo Tormis schuf 1994 das Chorstück Kullervos Botschaft (Kullervo sõnum).
- In Helsinki gibt es den Fußballverein Helsingin Kullervo.

## Deutsche Übersetzungen
Abgesehen von den deutschen Ausgaben des gesamten Kalevala ist der Kullervozyklus zweimal auch separat erschienen:
- Die Geschichte von Kullerwo. Sechs Lieder aus der ›Kalewala‹. Übertragen von Gisbert Jänicke. Frankfurt am Main: Insel-Verlag 1964. 87 S.

- Die Geschichte von Kullerwo. Sechs Lieder aus dem ›Kalewala‹. Übertragen und herausgegeben von Gisbert Jänicke. Leipzig: Insel-Verlag 1985. 97 S.[5]

## Bekannte Namensträger
- Arvi Kullervo Lind (* 1940), finnischer Journalist
- Kullervo Manner (1880–1939), finnischer Politiker

## Sekundärliteratur
- Kustavi Grotenfelt: Die sagen von Hermanarich und Kullervo, in: Finnisch-Ugrische Forschungen III (1903), S. 45–61.
- Adriaan van der Hoeven: The Making of Kullervo, in: Finno-Ugric Folklore, Myth and Cultural Identity. Proceedings of the Fifth International Symposium on Finno-Ugric Languages in Groningen, June 7–9, 2011. Ed. Cornelius Hasselblatt, Adriaan van der Hoeven. Studia Fenno-Ugrica Groningana 7. Maastricht: Shaker 2012, S. 73–93.
- Gisbert Jänicke: Kalewaland. Das finnische Epos und die Problematik der Epikübersetzung. Hamburg: Buske 1991. (Schriften aus dem Finnland-Institut in Köln, Bd. 15)
- Kalevalan kulttuurihistoria. Toimittaneet Ulla Piela, Seppo Knuuttila, Pekka Laaksonen. Helsinki: Suomalaisen Kirjallisuuden Seura 2008.
- Kaarle Krohn: Kalevalastudien VI. Kullervo. Helsinki: Suomalainen Tiedeakatemia 1928. (Folklore Fellows’ Communications 76)
- Wilhelm Schott: Über die finnische Sage von Kullervo, in: Abhandlungen der Preußischen Akademie der Wissenschaften, Philosophisch-historische Klasse. Berlin, 1852, S. 209–236.
- Eemil Nestor Setälä: Kullervo – Hamlet. Ein sagenvergleichender versuch. I. Die nordischen Hamletfassungen; II. Angenommene vereinzelt dastehende fassungen der Hamletsage, in: Finnisch-Ugrische Forschungen III (1903), S. 61–97.